# Karin Blom
För konstnären med samma namn, se Karin Blom (konstnär).
Eva Karin Andrea Blom, född 16 juli 1990 i Lappträsk i Karl Gustavs församling i Haparanda kommun i Norrbottens län, är en svensk gevärsskytt som tävlar i luftgevärsskytte. Blom vann guld i SM 2014 under SM-veckan i Umeå. Hon är numera bosatt i Jönköping och tävlar för Jönköpings skyttegille.